# László Rajcsányi
László Rajcsányi (16 de febrero de 1907-5 de septiembre de 1992) fue un deportista húngaro que compitió en esgrima, especialista en la modalidad de sable.
Participó en tres Juegos Olímpicos de Verano entre los años 1936 y 1952, obteniendo en total tres medallas: oro en Berlín 1936, oro en Londres 1948 y oro en Helsinki 1952. Ganó nueve medallas en el Campeonato Mundial de Esgrima entre los años 1933 y 1953.

## Palmarés internacional
| Juegos Olímpicos   | Juegos Olímpicos      | Juegos Olímpicos  | Juegos Olímpicos  |
| Año                | Lugar                 | Medalla           | Prueba            |
| ------------------ | --------------------- | ----------------- | ----------------- |
| 1936               | Berlín (Alemania)     | Medalla de oro    | Sable por equipos |
| 1948               | Londres (Reino Unido) | Medalla de oro    | Sable por equipos |
| 1952               | Helsinki (Finlandia)  | Medalla de oro    | Sable por equipos |
| Campeonato Mundial |                       |                   |                   |
| Año                | Lugar                 | Medalla           | Prueba            |
| 1933               | Budapest (Hungría)    | Medalla de oro    | Sable por equipos |
| 1934               | Varsovia (Polonia)    | Medalla de oro    | Sable por equipos |
| 1934               | Varsovia (Polonia)    | Medalla de bronce | Sable individual  |
| 1935               | Lausana (Suiza)       | Medalla de oro    | Sable por equipos |
| 1935               | Lausana (Suiza)       | Medalla de bronce | Sable individual  |
| 1937               | París (Francia)       | Medalla de oro    | Sable por equipos |
| 1937               | París (Francia)       | Medalla de bronce | Sable individual  |
| 1951               | Estocolmo (Suecia)    | Medalla de oro    | Sable por equipos |
| 1953               | Bruselas (Bélgica)    | Medalla de oro    | Sable por equipos |